# Irpin (Fluss)
Der Irpin (ukrainisch Ірпі́нь; russisch Ирпе́нь/Irpen) ist ein 162 km langer rechter Nebenfluss des Dnepr in der Ukraine.

## Geographie
Der Irpin entspringt an den nordwestlichen Ausläufern des Dneprhochlands. Er fließt anfangs in östlicher Richtung und passiert den Ort Kornyn. Er wendet sich später nach Nordosten und nimmt die Unawa von rechts auf. Er setzt seinen Kurs etwa 20 km westlich von Kiew nun in nördlicher Richtung fort. Er durchfließt die gleichnamige Stadt Irpin und erreicht schließlich den Kiewer Stausee. Das Einzugsgebiet des Irpin umfasst 3340 km².

## Geschichte
Am Fluss fand 1321 die folgenreiche Schlacht am Irpin statt, bei der die litauische Streitmacht über die vereinigte Streitmacht der südrussischen Fürstentümer siegte.
1941 versuchte die Rote Armee, den deutschen Vorstoß auf Kiew am unteren Irpin aufzuhalten.

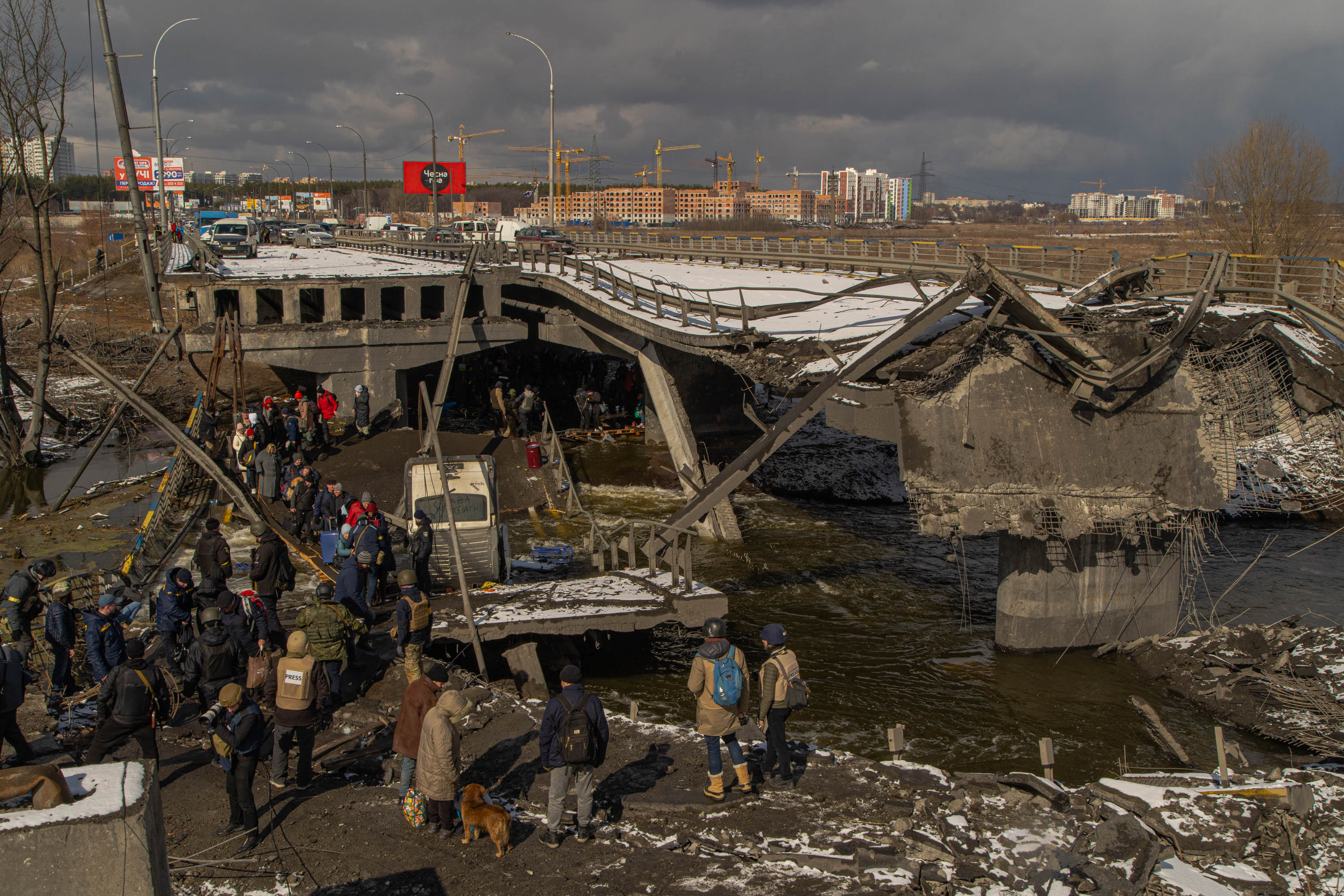
Zivilisten auf der Flucht vor den russischen Truppen an der zerstörten Irpin-Brücke, März 2022

Im Februar 2022 wurde der in den 1960er Jahren erbaute Staudamm, mit dem die Feuchtgebiete an der Mündung des Irpin entwässert worden waren, geöffnet, um das Vordringen russischer Truppen auf Kyiv aufzuhalten. Dadurch wurden das Dorf Demydiv und 13.000 ha Land überflutet. Im Verlauf der Kämpfe um Kyiv traf eine Rakete den Staudamm. Inzwischen gibt es Pläne, die Feuchtgebiete am „Heldenfluss“ Irpin zu erhalten. Vor der Trockenlegung lebten im Delta unter anderem Welse, Störe und Fischadler.
Im Zuge der Kämpfe wurden im März 2022 die Brücken über den Irpin zerstört, um das Vordringen der russischen Eindringlinge zu erschweren. Dies behinderte auch die Flucht von Zivilisten aus der umkämpften Region.